# Список літературних творів про Голодомор в Україні
Список літературних творів про Голодомор в Україні — це перелік художніх творів у яких розповідається про голодомори, організовані в Україні радянською владою в 1921–1923, 1932–1933 та 1946–1947 років.
Літературні твори про Голодомор в Україні в таблиці розташовані за роком їх появи.

## Список творів
| Рік публікації | Назва літературного твору                                          | Письменник                | Бібліографічний опис | Сюжет | Примітки |
| -------------- | ------------------------------------------------------------------ | ------------------------- | --- | --- | --- |
| 1933           | Степова доля                                                       | Олександр Корж            | Корж О. Ю. Степова доля; Зимовий псалом (уривки) // Слобожанська яса: антологія громадянської лірики кінця XVII-початку XXI століть / упоряд. та ред. В. Бойко ; авт. передм. Л. Ушкалов ; худож. В. Куликов . — Харків: Майдан, 2006 . — С. 313—320.                    | | |
| 1933           | Тимошик                                                            | Галина Гриненко           | Гриненко Г. Тимошик // Життя і строфи. — К., 2002. — С. 92–94. | | Вірш про померлого під тином від голоду хлопчика. |
| 1934           | «Марія»                                                            | Улас Самчук               | Самчук У. О. Марія. Хроніка одного життя: роман /підгот. тексту та післямова С. П. Пінчука. — К. : Укр. письменник, 1999. — 189 с. Самчук У. Марія / худож. оформ. сер. Н. Задорожної. — К. : Школа, 2007. — 316 с. — (Бібліотека шкільної класики).                     | в центрі сюжету — жахлива картина голодомору та трагедія трудівників-хліборобів, насильницька колективізація та так зване «розкуркулення» справжніх господарів землі. Помираючи голодною смертю, Марія пропускає через свою свідомість усе своє страдницьке життя. Письменник зосереджує увагу на аморальних діяннях більшовицьких опричників у ту трагічну пору та аналізує витоки того Апокаліпсису. | Перший художній твір в українській і світовій літературі на тему Голодомору. В основі книги — власний досвід письменника та свідчення очевидців трагедії. |
| 1946           | «Чому я не хочу вертатись до СРСР?», лист-памфлет                  | Іван Багряний             | | згадує про чисельні втрати у часи Голодомору, а потім й прямо говорить | |
| 1963           | «Жовтий князь»                                                     | Василь Барка              | Барка В. К. Жовтий князь: роман. — К. : Київ. правда, 2003. — 320 с. | У романі відтворюється картину фізичного винищення сім'ї Мирона Катранника на Слобожанщині. На очах батьків помирають діти Микола та Оленка. У пошуках харчів серед чужих людей гинуть Мирон і Дарія. Вижив лише найменший Андрійко, щоб зберегти усе у пам'яті. Через весь твір проходить символічний образ Жовтого князя — голоду, який несе людям страждання і смерть. | У своєму творі автор відобразив власні спогади про страшне лихо, а також точні свідчення очевидців Голодомору, зокрема рідного брата та родини. |
| 1964           | ненадруковані вірші                                                | Андрій Малишко            | - | …Із тридцять третім голим роком, Голодно-голим та німим, Та тричі пухлим. Хай би з ним Поїли б кору і комору, Траву і шкуру, цвіль і міль, Та мерли б жовті, як з похміль, Без трун понесені із двору. Нізащо. Просто. Без вини. | |
| 1973           | «На коні і під конем», повість (розділ «Земляні млинці»)           | Анатолій Дімаров          | Дімаров А. А. На коні й під конем: Повість. — Харків: Фоліо, 2009. 320 с. | згадка про Голодомор | |
| 1977           | Хрест                                                              | Микола Руденко            | Руденко М. Хрест. — Балтимор-Торонто, 1977. 26 с. Руденко М. Хрест = The cross: поема / передм. У. Власенка ; пер. англ. мовою Р. Тапічина ; передм. до пер. англ. мовою Л. Рудницького. — К. : Смолоскип, 1996. — 61 с. : портр.                                        | Більшовик Мирон, повернувшись до свого села, бачить, що на сто дворів залишився живим лише він один. Від голоду померли рідні, люба матінка. І Мирон прозріває. | |
| 1981           | Невмирущий хліб                                                    | Петро Лановенко           | Лановенко П. К. Невмирущий хліб: роман / худож. Є. В. Попов. — К. : Дніпро, 1981. — 344 с. : іл. | | |
| 1982           | Переднівок. 1933                                                   | Аполлінарій Мацевич       | Мацевич А. Ф. Переднівок. 1933: повість // Дзвін. — Л., 1988. — № 12 (груд.). — С. 14-36. | В автобіографічній повісті відтворено події 1933 року. | |
| 1986           | «Кара без вини»                                                    | Андрій Гудима             | Гудима А. Д. Кара без вини: роман. — К. : Урожай, 1993. — 282 с. : іл. | Перша частина вершинних прозових творів письменника, трилогії «Тече до Бога моя сльоза», де він розповідає про штучний Голодомор 1932—1933 років. | |
| 1987           | «Лихо не спить»                                                    | Андрій Гудима             | | Друга частина вершинних прозових творів письменника, трилогії «Тече до Бога моя сльоза», де він розповідає про голодний 1947 рік. | |
| 1988           | Третя рота                                                         | Володимир Сосюра          | Сосюра В. М. Третя рота: роман / упоряд., авт. післямови, прим. С. Кальченко. — К. : Укр. письменник, 1997. — 351 с. | У біографічному романі відтворено події 1920-1950-х років. Значна частина книги присвячена голодомору 1932—1933 років, свідком якого був автор. | |
| 1989           | Коні воронії                                                       | Василь Козаченко          | Козаченко В. П. Коні воронії: дума про Матір: [роман]. — К. : Рад. письменник, 1989. — 455 с. | У романі відображено події колективізації, репресії невинних людей, голод і масове вимирання сільського населення. | |
| 1989           | Кандьор                                                            | Юрій Збанацький           | Збанацький Ю. Кандьор // Ошукана віра. — Київ, 1989. — С. 40–59. | Розповідається про кандьор, якого його щодня варили для дітей однієї із сільських шкіл протягом 1933 року, і як ця «їжа» врятувала дітей від смерті. | |
| 1989           | Гіпсова лялька                                                     | Юрій Бедзик               | Бедзик Ю. Д. Гіпсова лялька: роман. — К. : Дніпро, 1989. — 253 с. Бедзик Ю. Гіпсова лялька: роман. — К. : ЮГ, 2004. — 288 с. | Більшовик Василь Кондратюк повертається з фронту громадянської війни додому у рідне село Тонкі Роги, де на людей уже чатує голод. Спочатку колишній бойовий командир ще вірить у «правильну лінію» партії, шукає правди і захисту у тодішній столиці України Харкові. Але вчинки Каржака, Гуровського, Сусола — тупих виконавців зловісної верховної влади — змушують Кондратюка боротися за свою сім'ю, за своїх односельців, за їхніх дітей. У цьому йому допомагають представники сфери культури — поет Володимир Сосюра, режисер Лесь Курбас. | |
| 1989           | Голод                                                              | Андрій М'ястківський      | М'ястківський А. Одеса-мама // Після п'яного дощу. — К., 1989. — С. 67–93. | Завжди голодний малий Максимко Завірюха дуже винахідливий. Щоб вижити, він їсть земляних черв'яків, ловить пуголовок, на металевому листі засмажує п'явок. Уже немає у живих половини його однокласників. Ось і Максим осиротів. Хлопець мріє стати вуркаганом, потрапити до Одеси-мами, бо лиш там, як він гадає, можна врятуватись від голодної смерті. Поїздом у ящику для вугілля хлопець таки добирається до міста. | |
| 1990           | Голод                                                              | Павло Тичина              | Тичина П. Голод: вірш // Сонячні кларнети: поезії. — К.: Дніпро, 1990. — С. 168. | | |
| 1990           | Голод                                                              | Микола Хвильовий          | Хвильовий М. Голод: вірш // Твори у двох томах. — Т. 1. — К. : Дніпро, 1990. — С. 67. | | |
| 1990           | Сльози божої матері                                                | Євген Гуцало              | Гуцало Є. П. Сльози божої матері: повісті. — К. : Молодь, 1990. — С. 3–84. | У повістях «Голодомор», «Безголов'я», «Прокляття» автор змальовує картини людських страждань у важкі часи української історії. Грабар Карпо Гнилоквас за свою страшну роботу отримує півфунта хліба. Він звозить у одне місце своїх односельців, померлих від голоду. Часом на грабарку кладе іще напівживих, які до останнього свого місця на цій землі живими не доберуться. Павло Музика, Текля Куйбіда, Марко Груша, Андрій Синиця, Василь Гнойовий… Кожен із них по-своєму переживає голод. Хто стає мародером, хто убивцею, хто полишає цей світ з добром. | |
| 1990           | В тіні Сталіна                                                     | Анатолій Дімаров          | Дімаров А. В тіні Сталіна: повісті. — К. : Дніпро, 1990. — 176 с. | | |
| 1991           | Прокляті роки                                                      | Юрій Клен                 | Клен Ю. Прокляті роки // Вибране / упоряд., авт. передм. та приміт. Ю. Ковалів. — К. : Дніпро, 1991. — С. 109—129. | У поемі «Прокляті роки» зображено жахливу реальність голодомору 1933 року, а саме сваволю карально-репресивного апарату, жертвами якого стали понад три четверті українських письменників. | |
| 1991           | Безкровна війна                                                    | Олесь Воля (псевдонім)    | Міщенко О. В. Безкровна війна: книга свідчень. — К.: Молодь, 1991. — 176 с. | | |
| 1992           | У диких заростях малини                                            | Микола Мельник            | Мельник М. Є. У диких заростях малини: роман / М. Є. Мельник. — К. : Укр. письменник, 1992. — 384 с. | Герої твору проходять через тяжкі тортури — голод, розруху, війни, починаючи з перших років колективізації, до перших неформальних об'єднань молоді у м. Києві та у м. Львові в 1960-х роках. | |
| 1993           | Голодна весна                                                      | Іван Кирій                | Кирій І. Голодна весна: автобіогр. повість. — К. : Молодь, 1993. — 256 с | Розповідається про тяготи селян, у яких повигрібали до останньої зернини хліб, а діти, як тіні, ледве дочовгують до школи. Голодні люди збайдужіли до чужого горя, тому кожен рятується як може. Дехто втрачає людську подобу. На нелюда перетворився голова колгоспу Муляренко. Але чимало залишилося справжніх людей. Серед них — голова сільради Павло Іванович Задорожний. | |
| 1993           | Протеже дяді Васі                                                  | Борис Антоненко-Давидович | Антоненко-Давидович Б. Протеже дяді Васі // Слово матері. — К., 1993. — С. 231—242. | у центрі сюжету заслана до сибірського табору українська дівчина Настя Грицай, яка стала глухонімою у 1933 році в результаті пережитого стресу. | |
| 1993           | Під хрестом                                                        | Григорій Храпач           | Храпач Г. Я. Під хрестом: повість-реквієм. — Хмельницький: [б.в.], 1993. — 39 с. | Через сприйняття дев'ятирічного Назарка, героя повісті, з великою психологічною достовірністю письменник — живий свідок страшних подій 30-х років розповідає про долю однієї сім'ї, в якій узагальнено трагедію цілого народу. | |
| 1993           | «Скажи про щасливе життя…»                                         | Анастасія Лисивець        | Лисивець А. «Скажи про щасливе життя…»: повість / худож. Л. Ільчинська. — К. : Веселка, 1993. — 93 с. : ілюстр. | У центрі сюжету автобіографічного спогаду-роздуму жительки села Березань, що на Київщині, про бачене і пережите у голодні часи 1932—1933 років. З роботящої і дружної сім'ї, де були батьки і четверо дітей, живими залишились лише двоє, у тому числі й героїня книжки. Ті страшні роки навічно закарбувалися у пам'яті Насті Лисивець. Особливо хвилюючими є її спогади про святкування 7 листопада 1934 року чергової річниці жовтневого перевороту. Тоді з трибуни їй, дванадцятирічній босоногій дівчинці, наказано було говорити про «…наше щасливе життя, про колгоспний лад, що приніс щастя селянам та їхнім дітям, про партію більшовиків, яка зробила це „щастя“». | |
| 1993           | «Під чорним тавром»                                                | Борис Ткаченко            | Ткаченко, Б. І. Під чорним тавром. Документи, факти, спогади: іст. розвідка про геноцид в Україні, і зокрема на Сумщині, в 1932—1933 роках, скріплена найвищим суддею — людською пам'яттю / Б. І. Ткаченко. — Вид. 2-е, допов. — Суми: Мрія-1, 2008. — 782, [1] с. : іл. | Це ґрунтовне історичне дослідження причині наслідків голодомору 1932—1933 років в Україні, і зокрема на Сумщині, проведене на основі місцевих фактів, документів і спогадів очевидців, матеріалів Сумського обласного архіву, архівів Єкатеринбурга (Свердловська) й Архангельська, куди висилали сум'ян як «ворогів народу», а також Київського архіву кінофотофонодокументів, архівів СБУ. Автор переконливо доводить вину тогочасного уряду СРСР та місцевих представників влади, піднімає завісу над жахливою таємницею і злочином по винищенню генофонду українського народу.                                                                                            | |
| 1993           | Смертні листи                                                      | Борис Хандрос             | Хандрос Б. Н. Смертні листи: док. повість /Б. Н. Хандрос. — К.: Дніпро, 1993. — 124 с. : іл. | | |
| 1993           | Біла молитва братика                                               | А. Листопад               | Листопад А. Біла молитва братика: поезії / передм. М. Жулинського ; худож. оформ. З. Васіної. — К. : Веселка, 1993. — 24 с. : ілюстр. | | |
| 1993           | Народні оповідання                                                 |                           | Народні оповідання: Голодомор 1932—1933 р. / упоряд. М. Зінчук. — К.: Муз. Україна, 1993. — 96 с. | | |
| 1994           | Каміння під косою                                                  | Ольга Мак                 | Мак О. Каміння під косою: повість. — 2-ге вид. — К. : «Глобус», 1994. — 126 с. | | повість визнано за «найкращий» твір для молоді з тематики голодомору. |
| 1994           | Прибутні люди                                                      | Василь Захарченко         | Захарченко В. Прибутні люди // Вітчизна. 1994. № 1–4. Захарченко В. Прибутні люди: романи, повість, передм. М. Ф. Слабошпицький. — К. : Грамота — 656 с. — (Бібліотека Шевченківського комітету).                                                                        | Роман написано на документальній основі, вперше в українській літературі ґрунтовно, масштабно ‑ про голодомор 1946—1947 років. На тлі цих апокаліптичних подій автор підкреслює людяність і шляхетність народу. | |
| 1995           | Розіп'яте село                                                     | Микола Таран              | Таран М. П. Розіп'яте село: свідчення очевидців про нищення селянства Гребінківщини в 30-х та 40-х роках ХХ століття / М. П. Таран, упоряд. і ред. В. П. Іванців. — Біла Церква: Сільський майдан, 1995. — 57 с.                                                         | свідчення очевидців голодоморів та репресій 1930-х і 1940-х років на Гребінківщині Київської області. | |
| 1996           | Злочинство: свідчення старожилів                                   | Олександр Маландій        | Маландій О. Злочинство: свідчення старожилів // Тоніка малої планети. — К., 1996. — С. 154—162. | Достовірні свідчення очевидців, записані авторами, змальовують запопадливих виконавців-«шкуродерів» від влади, які полювали в обійстях селян «…з револьверами, з щупами і крючками. На всячину і всюди: у погребах і купах дров, у стіжках, і під стріхою, тягли з обійстя все, що потрапляло на очі. Спершу продукти. А коли їх не стало, цупили будь-які речі». А були й такі, що полювали на людей. | |
| 1998           | План до двору                                                      | Тодось Осьмачка           | Осьмачка Т. С. Старший боярин. План до двору: романи. — К. : Укр. письменник, 1998. — С. 100—235. | У романі «План до двору» розповідається про злочинне винищення українства в період примусової колективізації та жахливу політику НКВС. | |
| 1999           | Самосуд                                                            | Анатолій Дімаров          | Дімаров А. Самосуд // Самосуд. — К., 1999. — С. 74–116. | Автор розкриває образ одного з виконавців волі партії комсомольця Данька Сокала, якого уже в роки війни з фашистами розтерзали односельці, бо не змогли простити душогубу його криваві діяння у роки голодомору. | |
| 1999           | Народні оповідання                                                 | Микола Магера             | Магера М. Бевка // Маленька хрестоматія: на допомогу учням і вчителям. — Хмельницький, 1999. — С. 49. | третьокласник, про якого розповідається в оповіданні, потайки підгодовує шкільною юшкою (бевкою) двох сестричок, що не мали на неї права, бо були дітьми «куркулів». | |
| 2000           | Страшна правда голодомору                                          | Аркадій Моцний            | Моцний А. Страшна правда голодомору (спогади про голодомор 1932—1933 років): [худож.-автобіогр. повість]. — Львів, 2000. — 175 с. | | |
| 2003           | Пастка. Тридцять років зі Сталіним. П'ятдесят років без Сталіна    | Іван Дзюба                | Дзюба І. Пастка. Тридцять років зі Сталіним. П'ятдесят років без Сталіна . — К. : Криниця, 2003. — 144 с. | | |
| 2003           | І прости нам гріхи наші                                            | Анатолій Сивирин          | Сивирин А. І прости нам гріхи наші // Окупація. — Т., 2003. — С. 62–82. | «Простивши гріх сусідам, Охріменки проявили милосердя з доброї волі. Те ж саме зробив Петро Середенко, коли приніс Охріменкам останній клунок пшона. Лише милосердя, і ніщо інше, спонукало Журбенкову Параску врятувати і виховати двох немовлят, мати яких померла [від голоду] у неї на очах. А що зло? Воно добром ніколи не відгукнеться, і тому, думаючи про майбутнє, не забуваймо цю істину», — закликає автор. | |
| 2003           | Трагедія нації                                                     | М. Мулик                  | Мулик М. І. Трагедія нації: худож.-публіц. вид. — Івано-Франківськ, 2003. — 82 с. | | |
| 2004           | Тема для медитації                                                 | Леонід Кононович          | Кононович Леонід. Тема для медитації: роман. — Львів: Кальварія, 2006. — 240 с. | Твір називають романом-епосом або романом-спокутою. У ньому розповідається про радянську епоху і про те, що відбувається із Україною зараз. | |
| 2004           | Біль                                                               | Ольга Мак                 | Мак О. Каміння під косою: повість / худож. О. Распопова. — 3-є вид. — К. : Лелека, 2004. — 144 с. : ілюстр. | Андрій Півпола тікає від голоду з рідного села, що Охтиркою на Сумщині до Харкова. Він хоче працювати, бо тут якось можна вижити. Але й тут він бачить сотні трупів прямо на вулицях. Він уже звик до них, як до буденного явища, бо бачив це у селі, у дитячому будинку, під час своєї мандрівки до Харкова. Але як влаштуватися на роботу без документів і прописки? Він — вигнанець на своїй землі. Та світ не без добрих людей… | |
| 2004           | Біль                                                               | Іван Кірімов              | Кірімов І. Біль: вірші. — Ужгород: І В А, 2004. — 96 с. | У поемі «Хотів би вам переповісти…» розкривається тема голоду 1932—1933 років. | |
| 2006           | Село в безодні                                                     | Ігор Качуровський         | Качуровський І. В. Село в безодні: поема / передм. І. М. Дзюби. — К. : Вид. дім «КМ Академія», 2006. — 85 с. | У поемі створено узагальнений образ українського села 1932-1933-го років, що до краю зубожіло внаслідок сталінської колективізації, знекровилося штучним голодомором | |
| 2006           | Тінь перста вказівного, або Дожити б до Івана Купала               | Володимир Рабенчук        | Рабенчук В. С. Тінь перста вказівного, або Дожити б до Івана Купала: художня проза, публіцистика. — Вінниця: ДП «ДКФ», 2006. — 303 с. | У центрі сюжету життєві поневіряння жінки, що пройшла через голод 1932—1933 років, війну та концтабори. | |
| 2007           | Голодомор: поезії                                                  | Григорій Бідняк           | Бідняк Г. Голодомор: поезії. — Дніпропетровськ: Дніпрокнига, 2007. — 271 с. Книга «Голодомор» — це слово поета про штучно створений комуністичним режимом справжній геноцид, спрямований на знищення української нації.                                                  | | |
| 2007           | Голодомор                                                          | Ніна Виноградська         | Виноградська Н. Голодомор: поема / післямова М. Козака. — Х. : Оригінал, 2007. — 31 с. | Авторка за спогадами матері авторки М. Є. Манько, яка сама пережила голодомор, відтворює страшні картини геноциду українського народу. | |
| 2008           | Пам'ять, закарбована у слові                                       |                           | Пам'ять, закарбована у слові: Письменники Луганщини про голодомор 1932—1933 років /упоряд. Ірина Магрицька. — Луганськ: Промдрук, 2008. — 80 с. | | У збірці представлено документальні праці про Голодомор. |
| 2014           | Розколоте небо                                                     | Світлана Талан            | Талан Світлана. Розколоте небо: роман; передмова О. Хвостової. Харків: Книжковий Клуб «Клуб Сімейного Дозвілля», 2014. 352 с. | У романі показано події 1930-х років на прикладі одного села на Луганщині. Колективізація та голодомор розколює на два табори заможну та працьовиту родину Чорножукових. Але і в цих трагічних подіях знаходиться місце і для кохання, яке то виринає на перший план, то ховається за чорною, пекельною реальністю. | |
| 2014           | Чорна дошка                                                        | Наталка Доляк             | Доляк Н. Чорна дошка: роман / передм. В. Гранецької. — Харків: Книжковий Клуб «Клуб Сімейного Дозвілля», 2014. — 368 с. | Головний герой у снах бачить страшні видіння. Висушені голодом жінка і маленькі діти заглядають йому в обличчя скляними очима, безмовно благають про допомогу, простягають до нього руки… Лесю Терновому, прадіду головного героя, є що розповісти онукові про цих людей. Тому що він — один із них. Один із тих, хто пройшов пекло Голодомору 1930–х років і зумів вижити. | |
| 2020           | Камінь. Біографічний роман. Книга друга. Непрості дороги до пекла. | Шабля Володимир Петрович  | Шабля В. П. Камінь. Біографічний роман. Книга друга. Непрості дороги до пекла. — Харків, 2020. — ISBN 9798859109036. — 96 с. | Історичний пригодницький роман «Камінь» про життя в СРСР у 1920-х, 30-х і 40-х роках. Заснований на спогадах та документах батька, родичів і знайомих автора, які в цей період пройшли через горнила сталінських репресій, колективізації, голодоморів, таборів і воєн. У низці розділів книги другої роману описано етапи організації владою Голодомору через примус до об'єднання людей у колгоспи з наступним обдурюванням і створенням для селян-артільників нестерпних умов. | Розділи, що ілюструють започаткування владою колективізації, яка згодом переросла в Голодомор: «День народження Петрика», «Праця в артілі „Богатир“», «Підсумки першого року в артілі» та «Над артіллю згущуються хмари».                                                      |
| 2020           | Камінь. Біографічний роман. Книга третя. Несправджені сподівання.  | Шабля Володимир Петрович  | Шабля В. П. Камінь. Біографічний роман. Книга третя. Несправджені сподівання. — Харків, 2020. — ISBN 9798859109036. — 85 с. | Книгу третю роману «Камінь» присвячено несправдженим сподіванням людей, котрі жили в СРСР 1930-1940-х років: віра в Бога обернулася для них руйнуванням церков, колективізація – Голодомором, надія на краще майбутнє – втратою рідних. У низці розділів книги третьої роману описано алгоритми посилення та прогресування Голодомору шляхом впровадження комуністичною владою репресивних заходів до селян. | Розділи, що ілюструють посилення та прогресування Голодомору: «Голова комнезаму в школі», «Експропріація зерна», «Голодне загострення хвороби Колі», «Провідування хворого Колі», «Ознаки голодування», «Зникнення сала виявлено», «У бабусі Ірини напад», «Смерть Колі».      |
| 2020           | Камінь. Біографічний роман. Книга четверта. Перелам.               | Шабля Володимир Петрович  | Шабля В. П. Камінь. Біографічний роман. Книга четверта. Перелам. — Харків, 2020. — ISBN 9798859109036. — 91 с. | Книга четверта роману «Камінь» описує перелам, котрий знаменує поворотну точку протиборства добра і зла. Вона, зокрема, оповідає про злам опору людей Голодомору 1932 – 1933 років, який призвів до довготривалих катастрофічних наслідків для українського народу. | Розділи, які ілюструють фінальні результати Голодомору: «Розпорядження завідувача фінвідділу», «Похоронна команда», «Зустріч із головою колгоспу», «Оформлення документації», «Рибне частування», «На постої у баби Насті», «Перевірка запасів», «Огляд дворів», «Дід Свирид». |
| 2023           | Пустеля. Голодомор. Український південь                            | Віра Марущак              | Віра Марущак «Пустеля. Голодомор. Український південь»; креативна агенція «Артіль», Київ, 2023 р., 100 с. | | Надруковано на замовлення державного підприємства «Центр захисту інформаційного простору України» за вислідами відкритих мистецьких конкурсів Міністерства культури та інформаційної політики України                                                                          |